# Драмлиш
Драмлиш (англ. Drumlish; ирл. Droim Lis) — деревня в Ирландии, находится в графстве Лонгфорд (провинция Ленстер).

## Демография
Население — 429 человек (по переписи 2006 года). В 2002 году население составляло 277 человек.
Данные переписи 2006 года:
| Общие демографические показатели |               |                               |                               |      |      |
| Всё население                    | Всё население | Изменения населения 2002—2006 | Изменения населения 2002—2006 | 2006 | 2006 |
| 2002                             | 2006          | чел.                          | %                             | муж. | жен. |
| 277                              | 429           | 152                           | 54,9                          | 208  | 221  |